# Fehér Ló vendégfogadó
A Fehér Ló vendégfogadó Budapest VIII. kerületében, a Kerepesi, ma Rákóczi út 15. szám alatt állt. Az 1800-as évek elején 12 szobája volt, 1847-ben Petőfi Sándor is eltöltött benne egy éjszakát. Az 1880-as évekre Kauser Lipót építész tervei alapján kibővítették 66 szobásra, ezenkívül cukrászda és étterem is működött benne, aminek a specialitása a fatányéros volt. Nagy kerthelyiség is csatlakozott hozzá.
Az első világháború alatt Hunnia néven működött tovább, majd az 1920-as években megszűnt. A második világháború után Marika néven nyílt zenés eszpresszó a helyén, ami 1964-ig működött, majd bisztróvá alakították. 1989 és 1992 között a Cseh- és Szlovák, 1993 óta a Szlovák Kulturális Intézet működik az épületben.